# 조지프 브루노
조셉 루이스 브루노(Joseph Louis Bruno, 1929년 4월 8일, 뉴욕주 글렌스폴스 ~ 2020년 10월 6일, 뉴욕주 브런즈윅)은 미국의 정치인으로 뉴욕주 부지사 권한대행이다.

## 학력
- 스키드모어 칼리지 경영학 학사

## 경력
- 한국 전쟁 보병 하사관
- 뉴욕주 제이시스 회장
- 1964 국가의 뛰어난 젊은이 지명
- 1966 넬슨 록펠러 주지사 선거 운동 참모
- 1968 ~ 1969 뉴욕주 청년 공화당 협의회 회장
- 1969 ~ 1974 페리 B. 듀리에아 하원의장 특별 보좌관
- 1974 ~ 1977 렌셀러 카운티 공화당 위원회 의장
- 1977.01 ~ 1982.12 제182·183·184대 미국 뉴욕 제41구 상원의원
- 1982.01 ~ 2008.07 제185~197대 미국 뉴욕 제43구 상원의원
- 1994.11 ~ 2008.06 뉴욕 상원 다수당 대표
- 1994.11 ~ 2008.06 뉴욕 상원 임시의장
- 2008.03 ~ 2008.06 뉴욕 부지사 권한대행

## 역대 선거 결과
| 선거명      | 직책명                 | 대수  | 정당   | 득표율  | 득표수   | 결과 | 당락             |
| ----------- | ---------------------- | ----- | ------ | ------- | -------- | ---- | ---------------- |
| 1976년 선거 | 상원의원 (뉴욕 제41부) | 182대 | 공화당 | 47.57%  | 65,183표 | 1위  | 뉴욕 주의원 당선 |
| 1978년 선거 | 상원의원 (뉴욕 제41부) | 183대 | 공화당 | 63.41%  | 71,059표 | 1위  | 뉴욕 주의원 당선 |
| 1980년 선거 | 상원의원 (뉴욕 제41부) | 184대 | 공화당 | 57.94%  | 82,797표 | 1위  | 뉴욕 주의원 당선 |
| 1982년 선거 | 상원의원 (뉴욕 제43부) | 185대 | 공화당 | 70.91%  | 77,050표 | 1위  | 뉴욕 주의원 당선 |
| 1984년 선거 | 상원의원 (뉴욕 제43부) | 186대 | 공화당 | 72.40%  | 91,139표 | 1위  | 뉴욕 주의원 당선 |
| 1986년 선거 | 상원의원 (뉴욕 제43부) | 187대 | 공화당 | 68.90%  | 66,806표 | 1위  | 뉴욕 주의원 당선 |
| 1986년 선거 | 상원의원 (뉴욕 제43부) | 188대 | 공화당 | 100.00% | 88,183표 | 1위  | 뉴욕 주의원 당선 |
| 1990년 선거 | 상원의원 (뉴욕 제43부) | 189대 | 공화당 | 100.00% | 67,416표 | 1위  | 뉴욕 주의원 당선 |
| 1992년 선거 | 상원의원 (뉴욕 제43부) | 190대 | 공화당 | 59.50%  | 76,274표 | 1위  | 뉴욕 주의원 당선 |
| 1994년 선거 | 상원의원 (뉴욕 제43부) | 191대 | 공화당 | 100.00% | 75,371표 | 1위  | 뉴욕 주의원 당선 |
| 1996년 선거 | 상원의원 (뉴욕 제43부) | 192대 | 공화당 | 58.44%  | 72,365표 | 1위  | 뉴욕 주의원 당선 |
| 1998년 선거 | 상원의원 (뉴욕 제43부) | 193대 | 공화당 | 100.00% | 72,499표 | 1위  | 뉴욕 주의원 당선 |
| 2000년 선거 | 상원의원 (뉴욕 제43부) | 194대 | 공화당 | 100.00% | 96,368표 | 1위  | 뉴욕 주의원 당선 |
| 2002년 선거 | 상원의원 (뉴욕 제43부) | 195대 | 공화당 | 100.00% | 76,036표 | 1위  | 뉴욕 주의원 당선 |
| 2004년 선거 | 상원의원 (뉴욕 제43부) | 196대 | 공화당 | 100.00% | 95,877표 | 1위  | 뉴욕 주의원 당선 |
| 2006년 선거 | 상원의원 (뉴욕 제43부) | 197대 | 공화당 | 100.00% | 70,156표 | 1위  | 뉴욕 주의원 당선 |